# Thomas Edward Bowdich
Thomas Edward Bowdich, född 20 juni 1791 i Bristol, död 10 januari 1824 i Banjul, var en brittisk äventyrare, författare och zoolog.
Med hjälp av sin farbror som var guvernör i de brittiska besittningarna vid Guldkusten fick Bowdich en anställning hos African Comapny of Merchants som skickade honom 1814 till Cape Coast. 1817 utförde han en mission hos kungen av Ashanti och vistades därför i Kumasi. Hans uppdrag var att säkerställa den brittiska kontrollen över befolkningen av denna kuststräcka. Bowdich avslutade sin mission med diplomatisk bravur och flyttade 1818 hem till England. Sina upplevelser beskrev han ett år senare i Mission from Cape Coast Castle to Ashantee, &c. Samlingen av afrikanske föremål överlämnade han till British Museum. Även senare var han en rådgivare till brittiska regeringen angående afrikanska frågor.
Från 1820 till 1822 studerade Bowdich i Paris matematik och naturvetenskaper. Han träffade där till exempel Georges Cuvier och Alexander von Humboldt. I Frankrike skapade Bowdich nya verk om Afrika och även ren vetenskapliga arbeten. Särskilt utmärkande är An analysis of the natural classifications of Mammalia, for the use of students and travelers, där han beskriver djurgrupperna rovdjur (Carnivora), gnagare (Rodentia) och äkta insektsätare (Insectivora).
Han dog 1824 i malaria under en vistelse i Gambia för lantmäteriarbeten.

## Skrifter (urval)
- An analysis of the natural classifications of Mammalia, for the use of students and travelers (Paris, 1821)
- Excursions in Madeira and Porto Santo . . . to which is added A Narrative of the Continuance of the Voyage to its Completion (London, 1825)
- An Account of the Discoveries of the Portuguese in . . . Angola and Mozambique (London, 1824)
- A Reply to the Quarterly Review (Paris, 1820)